# L'Âge de glace 3 (bande originale)
Pour les articles homonymes, voir Âge de glace (homonymie).
Albums de John Powell
L'Âge de glace 2
(2009) L'Âge de glace 4
(2012)
Ice Age: Dawn of the dinosaurs - Original Motion Picture Soundtrack, est la bande originale distribué par Varèse Sarabande, du film américain d'animation de Carlos Saldanha, L'Âge de glace 3 : Le Temps des dinosaures, sortis en 2009.

## Liste des titres
Toute la musique est composée par John Powell, sauf indication contraire.
| 1.      | Code Blue                                |                             | 1:44 |
| 2.      | Pregnant                                 |                             | 1:56 |
| 3.      | Leaving the Herd                         |                             | 1:50 |
| 4.      | The Cavern                               |                             | 0:33 |
| 5.      | Magic Eggs                               |                             | 0:13 |
| 6.      | Egg Roll                                 |                             | 2:08 |
| 7.      | The Cliff                                |                             | 0:19 |
| 8.      | Sid’s Kids                               |                             | 1:36 |
| 9.      | Nest                                     |                             | 1:22 |
| 10.     | Playground                               |                             | 1:34 |
| 11.     | Scrat Finds Furry Love                   | Kenneth Gamble et Leon Huff | 0:41 |
| 12.     | Momma                                    |                             | 3:38 |
| 13.     | Entry to Lost World                      |                             | 1:36 |
| 14.     | Dinosaur Vista                           |                             | 0:34 |
| 15.     | Meet Buck                                |                             | 2:59 |
| 16.     | Flower of Death                          |                             | 2:49 |
| 17.     | Nose Job                                 |                             | 1:35 |
| 18.     | Trek                                     |                             | 1:00 |
| 19.     | Chasm of Death                           |                             | 0:22 |
| 20.     | Big Smelly Crack                         |                             | 3:10 |
| 21.     | We Shall Raise Them Vegetarian           |                             | 2:20 |
| 22.     | Campfire Stories                         |                             | 1:19 |
| 23.     | Flashback                                |                             | 0:59 |
| 24.     | Nite Nite                                |                             | 0:45 |
| 25.     | You'll Never Tango                       | Kenneth Gamble et Leon Huff | 0:48 |
| 26.     | Herd Crossing                            |                             | 0:37 |
| 27.     | Plates of Woe                            |                             | 3:58 |
| 28.     | Battle Cry                               |                             | 0:16 |
| 29.     | Buck's Theme                             |                             | 0:38 |
| 30.     | Battles                                  |                             | 4:05 |
| 31.     | Over the Falls                           |                             | 0:13 |
| 32.     | Rescues                                  |                             | 3:33 |
| 33.     | Alone Again†,                            | Chad Fischer (en)           | 1:54 |
| 34.     | To the Portal                            |                             | 0:54 |
| 35.     | Rudy Fight                               |                             | 2:12 |
| 36.     | Farewell                                 |                             | 1:42 |
| 37.     | Out of This World                        |                             | 0:33 |
| 38.     | Buck Returns                             |                             | 1:08 |
| 39.     | Welcome to the Ice Age                   |                             | 1:58 |
| 40.     | At Home with the Scrats                  | Kenneth Gamble et Leon Huff | 0:26 |
| 41.     | The Call of the Siren Acorn              | Aram Khachaturian           | 0:16 |
| 42.     | True Love for Our Hero                   | Aram Khachaturian           | 0:23 |
| 43.     | End Credits                              |                             | 7:00 |
| 44.     | You'll Never Find Another Love like Mine | Kenneth Gamble et Leon Huff | 4:26 |
| 1:14:02 |                                          |                             |      |

## Musiques additionnelles
- Outre les titres présents, sur l'album, on entend aussi durant le film les morceaux suivants [5] :
  - Walk the Dinosaur
    - Écrit par Donald E. Fagenson, Randall Keith Jacobs et David Jay Weiss
    - Interprétée par Queen Latifah
    - Produit par Cool and Dre
    - Queen Latifah interprète avec l'autorisation de Flavor Unit Records

  - The Whiffenpoof Song
    - Écrit par Tod B. Galloway, Meade Minnigerode, George S. Pomeroy, Rudy Vallee[6] et Moss Hart

  - The Chipmunk Song (Christmas Don't Be Late)
    - Écrit par Ross Bagdasarian

  - You'll Never Find Another Love Like Mine
    - Écrit par Kenny Gamble et Leon Huff
    - Interprétée par Lou Rawls